# Walls (álbum de Louis Tomlinson)
Walls es el álbum debut del cantante británico Louis Tomlinson. Fue lanzado el 31 de enero de 2020 a través de Arista Records. Para su promoción se lanzaron cuatro sencillos «Two of Us», «Kill My Mind», «We Made It» y «Don't Let It Break Your Heart».

## Antecedentes y desarrollo
Al hacer el álbum, Tomlinson declaró que había pasado «tanto tiempo en este álbum» que «no pudo evitar desear un sencillo exitoso después de una carrera de directamente en el pop medio». Mientras comenzó su carrera en solitario con los sencillos «Just Hold On» y «Back to You» y después de la muerte de su madre y su hermana y reflexionando sobre lo que quería, Tomlinson decidió que «tal vez debería comenzar con lo que amo y trabajo desde allí». En una entrevista con Billboard, dijo que el álbum es él «simplemente usando [su] corazón en la manga, y siendo honesto, reflexionando sobre una ruptura». Tomlinson anunció el álbum en un video publicado en las redes sociales, diciendo que estaba "realmente aliviado de estar finalmente aquí" y agradeció a los fanáticos por su paciencia.

## Promoción
El 23 de octubre de 2019, Tomlinson anunció el álbum en un video publicado en sus redes sociales, diciendo que estaba «realmente aliviado de estar finalmente de regreso» y agradeció a los fanáticos por su paciencia. El álbum contiene un total de doce canciones. Ese mismo día, se habilitó para su preventa, además de las plataformas digitales el disco está disponible en vinilo, casete y CD. A finales de octubre, Tomlinson comenzó a revelar algunos nombres de las canciones del álbum como «Don't Let It Break Your Heart», a través de sus redes sociales. Del mismo modo, confirmó en entrevista las canciones «Habit», «Too Young» y «Defenceless».

### Sencillos
El primer sencillo del álbum «Two of Us» se estrenó el 7 de marzo de 2019. La canción se la dedica su madre Johannah Deakin, quien murió de leucemia en diciembre de 2016. El 5 de septiembre de 2019 estrenó «Kill My Mind» el segundo sencillo de la producción. Lindsey Smith de iHeartRadio describió la canción como una «pista influenciada por el punk con guitarras pesadas y batería», y pensó que «realmente muestra su talento y habilidad para interpretar diferentes géneros sin esfuerzo». «We Made It» se lanzó el 24 de octubre de 2019, como tercer sencillo del material, seguido por la pista «Don't Let It Break Your Heart», publicada el 22 de noviembre de 2019.

## Música y temas
En una entrevista con Far Out Magazine, Tomlinson declaró que su álbum estaba influenciado por bandas de Indie rock y Britpop como Oasis y Arctic Monkeys que creció escuchando. Líricamente, Tomlinson se inspiró en actos como Alex Turner, Amy Winehouse, Mike Skinner y Sam Fender. Los temas del álbum abarcan desde las relaciones y la familia hasta la locura de la juventud de Tomlinson y los días de dudas, volver a sus días 1D, recordar los altibajos de las relaciones y relatar las lecciones de vida aprendidas en el camino a su vida actual. El álbum comienza con una canción de Indie pop, «Kill My Mind», una canción escrita como una "declaración de intenciones". «Don't Let It Break Your Heart» es un himno conmovedor acerca de cómo avanzar frente a las dificultades con un coro creciente y único sobre la pérdida de alguien, o tal vez la ruptura de una relación. «Two of Us» es una oda baládica a la difunta madre de Tomlinson Johannah Deakin, y el impacto que su muerte tuvo en él. «We Made It», con un toque de Britpop, con una introducción de guitarra acústica rasgueada, describe los días anteriores a la fama de Tomlinson y evolución que tuvo durante esta.
«Habit», es una canción que habla sobre la relación que Tomlinson tenía con su trabajo hace tiempo y como sentina que no lo representaba tanto pero tampoco lo podía dejar ir, también se trata un de como se sentía con su pareja, por otro lado la melodía es tranquila con guitarras y va de la mano con la letra. «Too Young», así como la canción principal «Walls» inspirada en Oasis. Tomlinson llamó a «Walls» como un tema sobre volver a casa después de haber estado de gira, poco después de que nos separamos. Además afirmó que ama «el sonido indie de la canción y su naturaleza circular. Un hábito del indie-pop, es un mensaje para los fanáticos y una reflexión sobre la fama, añadiendo que la música es el hábito al que siempre vuelvo» y llamó a la canción «un agradecimiento a los fanáticos y un recordatorio para él mismo de estar agradecido por haber recibido esta posición». «Always You» es la canción más antigua del álbum, divulgada por Tomlinson a principios de 2017 con publicaciones crípticas en Twitter e Instagram. En agosto de 2017, publicó los primeros 13 segundos de la canción que contenía la letra «Fui a Amsterdam sin ti, y todo lo que pude hacer fue pensar en ti», el cantante dijo que la canción rinde homenaje a su novio Harry Styles.
En una dramática balada indie pop «Fearless», que se abre y cierra con las voces de los niños, Tomlinson mira a los compañeros con los que creció y reflexiona sobre lo que significa envejecer. «Perfect Now» escrito deliberadamente como un intento de escribir una canción favorita de los fanáticos y líricamente una extensión de «What Makes You Beautiful», el primer sencillo de One Direction, el tema presenta una guitarra acústica y violines enérgicamente arrancados. En «Defenceless», muestra su honestidad y vulnerabilidad, sintiéndose genial, joven y sorprendente un día y un poco deprimido al día siguiente. El álbum se cierra con un «Only the Brave» inspirado en la guitarra indie de Oasis, el intérprete describió la canción como aquella que pudo haber sido escrita para Liam Gallagher, y que a pesar de ser la canción más corta del álbum (1,44 minutos), transmite su mensaje con tanta claridad".

## Recepción de la crítica
Walls recibió críticas mixtas. En Metacritic, que asigna una calificación normalizada de 100 a las reseñas de críticos profesionales, el álbum tiene un puntaje promedio de 53 de 100, basado en seis reseñas, lo que indica "reseñas mixtas o promedio".
Rob Sheffield, de Rolling Stone, calificó el álbum de Tomlinson como «excelente» y que vale la pena esperar» y lo elogió por «ponerle mucho corazón y alma». En particular, destacó «Two of Us», calificándolo de «emocionalmente audaz». Neil Yeung de Allmusic fue igualmente positivo, llamando a las pistas del álbum una «colección de indie agradablemente sorprendente y directa» con canciones inspiradas en Britpop de un hombre de familia y elogió la autenticidad genuinamente agradable de Tomlinson. Terminó su reseña diciendo que el álbum «termina siendo el más maduro y natural de los exintegrantes de One Direction. Mike Nied de Idolator llamó al álbum «un fuerte debut», «una colección convincente que desafía audazmente las tendencias actuales y al mismo tiempo demuestra que Tomlinson tiene más que decir ahora más que nunca». Ella Kemp de NME describió el álbum como «inspirado en Oasis, en gran parte conservador y principalmente guiado por la guitarra», en particular elogiando su canción de apertura «Kill My Mind» y «Walls», una canción del título que imita a Oasis, que indica la ambición obstinada de Tomlinson, los cambios clave mayor-menor ordenados lo suficientemente sofisticados como para jalar las fibras de tu corazón. Terminó la revisión diciendo que Tomlinson tal vez se tome el tiempo para encontrarse adecuadamente antes de lanzarse a un bullicioso futuro.
En su crítica para Entertainment.ie, Lauren Murphy elogió «Kill My Mind» y «Too Young», comentando que «tiene una guitarra melodía simplemente rasgueada con un ritmo tappy toe, con una melodía dulce y simple que, afortunadamente, no se ve arruinada por la producción pop brillante»; mientras que «Habit» es una «canción indiepop perfectamente relajada con tambores y cuerdas que te puedes imaginar una banda como Athlete o Embrace». «Fearless» una de las canciones más dramáticas del álbum" que suena como la versión de Louis de No Regrets de Robbie Williams" y «Perfect Now» cuna pequeña canción dulce con «guitarra acústica enérgicamente pulsada y violines suaves, muy al estilo Ed Sheeran. Terminó su reseña afirmando que el álbum solista debut de Tomlinson "abraza su amor por la música indie pero no llega lo suficientemente lejos.
Algunas críticas fueron menos positivas. Alexandra Pollard, de The Independent, calificó el álbum de «profundamente irrelevante» y agregó que «escucharlo es como atravesar un atolladero de banalidad», aunque opinó que «We Made It» y «Two of Us» fueron dos excepciones. Mark Kennedy, escribiendo para Associated Press, escribió que Tomlinson «tiene una voz atractiva y una mano en escribir cada canción», pero dijo que el álbum era «un completo aplastante»  mientras lo llamaba «no ofensivo y sin incidentes». Brenna Echrlich de Rolling Stone sintió que el álbum era demasiado nostálgico de los días de Tomlinson en One Direction y que «no afirma lo suficiente independencia musical» mientras espera que en el futuro «tenga las agallas para dejarse llevar y darse cuenta de que esas ensaladas los días se están marchitando un poco» aunque ella felicitó a «Kill My Mind», «Two of Us», «Walls» y «Only the Brave». Rachel McGrath, de Evening Standard, se hizo eco de los pensamientos de Echrlich y escribió que «mientras Tomlinson intenta adoptar un sonido ligeramente más agudo, a menudo recurre a lo que funcionó para 1D». Lior Phillips de Variety sintió que Tomlinson no «trató de recapturar las glorias de One Direction del grupo anterior, sino que intenta recuperar las de Oasis y Britpop, manteniendo su identidad real borrosa» y que «aún no está claro exactamente quién es Tomlinson sin ellos».

## Rendimiento comercial
Walls debutó en el número 9 en el Billboard 200 de Estados Unidos. Con un total de 39,000 unidades equivalentes a álbumes, se convirtió en el primer álbum nuevo de un artista de Arista Records en casi nueve años en alcanzar el top 10 en la lista. En el lanzamiento, el álbum vendió 35,000 unidades. El álbum también se incluyó en varios países y alcanzó el número uno en México, Escocia y Portugal.

## Lista de canciones
- Lista de canciones.[12]

| Walls |                                 |                                                                                  |                                                                   |          |  |
| N.º   | Título                          | Escritor(es)                                                                     | Productor(es)                                                     | Duración |  |
| 1.    | «Kill My Mind»                  | Jamie Hartman, Sean Douglas y Louis Tomlinson                                    | Jamie Hartman                                                     | 3:40     |  |
| 2.    | «Don't Let It Break Your Heart» | Cole Citrenbaun, James Newman, Stephen Wrabel, Stuart Crichton y Louis Tomlinson | Stuart Crichton y Steve Mac                                       | 3:16     |  |
| 3.    | «Two of Us»                     | Louis Tomlinson, Bryn Christopher, Andrew Jackson y Duck Blackwell               | Dan Priddy, Mark Crew y Duck Blackwell                            | 3:37     |  |
| 4.    | «We Made It»                    | ADP, John Ryan, Julian Bunetta, Levi Lennox y Louis Tomlinson                    | Julian Bunetta, ADP, John Ryan, Levi Lennox y Dan Grech-Marguerat | 3:21     |  |
| 5.    | «Too Young»                     | Jin Lavigne, John Mitchell, Justin Franks y Louis Tomlinson                      | Danny Majic y Frank E                                             | 3:49     |  |
| 6.    | «Walls»                         | Dave Gibson, Jacob Manson, Jamie Hartman, Louis Tomlinson y Noel Gallagher       | Jamie Hartman                                                     | 3:50     |  |
| 7.    | «Habit»                         | Iain James, Louis Tomlinson, Steve Robson y Wayne Hector                         | Steve Robson                                                      | 3:04     |  |
| 8.    | «Always You»                    | Ali Tamposi, Andrew Watt, Jason Reeves, Louis Tomlinson y Matthew Burns          | BURNS                                                             | 3:08     |  |
| 9.    | «Fearless»                      | Ed Drewett, Hartman, Louis Tomlinson y Yei Gonzalez                              | Yei Gonzalez                                                      | 3:05     |  |
| 10.   | «Perfect Now»                   | Jamie Scott, Johan Carlsson, Louis Tomlinson y Wayne Hector                      | Jamie Scott y Johan Carlsson                                      | 3:07     |  |
| 11.   | «Defenceless»                   | Joe Janiak, Louis Tomlinson y Sean Douglas                                       | Joe Janiak                                                        | 3:44     |  |
| 12.   | «Only the Brave»                | Andrew Jackson, Duck Blackwell y Louis Tomlinson                                 | Andrew Jackson y Duck Blackwell                                   | 1:44     |  |
| 39:33 |                                 |                                                                                  |                                                                   |          |  |

| Walls – Edición Japonesa (Bonus Track) |                                               | |                             |          |  |
| N.º                                    | Título                                        | Escritor(es)                                                                                                | Productor(es)               | Duración |  |
| 13.                                    | «Just Hold On (Steve Aoki & Louis Tomlinson)» | Louis Tomlinson, Steve Aoki, Eric Rosse, Sasha Sloan y Nolan Lambroza                                       | Aoki, Sir Nolan y Jay Pryor | 3:18     |  |
| 14.                                    | «Miss You»                                    | Louis Tomlinson, Richard Boardman, Julian Bunetta, Asia Whiteacre, Andrew Haas, Ian Franzino y Pablo Bowman | Julian Bunetta y Afterhrs   | 3:02     |  |
| 15.                                    | «Back to you»                                 | |                             |          |  |
| 45:53                                  |                                               | |                             |          |  |

## Posicionamiento en listas
| Listas (2020)                          | Mejor posición |
| -------------------------------------- | -------------- |
| Alemania (Media Control Charts)        | 21             |
| Argentina (CAPIF)                      | 1              |
| Australia (ARIA)                       | 6              |
| Austria (Ö3 Austria Top 40)            | 9              |
| Bélgica (Ultratop) Flanders            | 10             |
| Bélgica (Ultratop) Wallonia            | 27             |
| Canadá (Billboard)                     | 9              |
| Escocia (Official Charts Company)      | 1              |
| España (PROMUSICAE)                    | 4              |
| España (Top 100 Vinilos)               | 10             |
| Estados Unidos (Billboard 200)         | 9              |
| Estados Unidos (Rolling Stone Top 200) | 8              |
| Estonia (Eesti Ekspress)               | 24             |
| Francia (SNEP)                         | 48             |
| Finlandia (Suomen virallinen lista)    | 30             |
| Irlanda (IRMA)                         | 15             |
| Italia (FIMI)                          | 12             |
| Japón (Oricon)                         | 46             |
| México (AMPROFON)                      | 1              |
| Nueva Zelanda (RMNZ)                   | 27             |
| Países Bajos (Album Top 100)           | 22             |
| Polonia (Polish Airplay Top 100)       | 9              |
| Portugal (AFP)                         | 1              |
| Reino Unido (Official Charts Company)  | 4              |
| República Checa (ČNS IFPI)             | 34             |
| Suecia (Sverigetopplistan)             | 38             |
| Suiza (Schweizer Hitparade)            | 12             |

## Certificaciones
| País (organismo certificador) | Certificación | Unidades certificadas |
| ----------------------------- | ------------- | --------------------- |
| España (PROMUSICAE)           | Oro           | 20 000                |
| Italia (FIMI)                 | Oro           | 25 000                |
| México (AMRROFON)             | Oro           | 30 000                |
| Reino Unido (BPI)             | Plata         | 60 000                |
| 🇸🇬 Singapur (RIAS)            | Oro           | 5 000                 |